# Космос-2124
Космос-2124 је један од преко 2400 совјетских вјештачких сателита лансираних у оквиру програма Космос.
Космос-2124 је лансиран са космодрома Плесецк, СССР, 7. фебруара 1991. Ракета-носач Сојуз је поставила сателит у орбиту око планете Земље. Маса сателита при лансирању је износила 6600 килограма. Космос-2124 је био осматрачки сателит.